# Leo Halle
Leo Halle (Deventer, 1906. január 21. – Deventer, 1992. június 15.), holland válogatott labdarúgókapus.
A holland válogatott tagjaként részt vett az 1934-es világbajnokságon.